# Acanthoderes lacrymans
Acanthoderes lacrymans är en skalbaggsart som först beskrevs av Thomson 1865.  Acanthoderes lacrymans ingår i släktet Acanthoderes och familjen långhorningar. Inga underarter finns listade i Catalogue of Life.